# Гулаковка

Гулаковка (укр. Гулаківка) — село, Слободо-Петровский сельский совет, Гребёнковский район, Полтавская область, Украина.
Код КОАТУУ — 5320884902. Население по переписи 2001 года составляло 53 человека.
В Полтавском обласном архиве имеются церковные документы местечка Городище(Городовасильков) из которого в основном заселена Гулаковка.

## Географическое положение
Село Гулаковка находится на правом берегу реки Гнилая Оржица, выше по течению на расстоянии в 1 км расположено село Загребелье, ниже по течению на расстоянии в 1 км расположено село Покровщина, на противоположном берегу — село Корнеевка.